# Televen
Televen (Kofferwort aus Televisión de Venezuela) ist ein venezolanischer privater Fernsehsender. Der Fernsehsender hatte am 3. Juli 1988 sein Sendebeginn. Seit 1994 sendet man 24 Stunden am Tag. Die Homepage ging 1997 online. Im selben Jahr wurde man mit dem ANDA Preis ausgezeichnet. Seit 1998 wird das Programm zusätzlich über den Satelliten Intelsat 806 ausgestrahlt. Es wird das ganze Staatsgebiet Venezuelas erreicht. Zusätzlich wird das Programm über Antenne und Kabel ausgestrahlt. Televen zählt lt. dem deutschen Auswärtigen Amt zu den wichtigsten Medien in Venezuela. Das Privatfernsehen hat in Venezuela einen Marktanteil von rund 60 %, daran sind die Sender Televen und Venevisión maßgeblich beteiligt.

## Programm
In seiner Geschichte hatte der Fernsehsender seit Anbeginn unter anderem Telenovelas wie Roque Santeiro (1989), Tieta (1991), Doña Beija (1991), Pantanal (1992), Renacer (1994), Xica Da Silva (1998), El Clon (2002), Mujeres Apasionadas (2004), El Color del Pecado (2005), Yo soy Betty la Fea (2005) und Chocolate con Pimienta (2006) im Programm. In jüngeren Jahren kamen Telenovelas wie El gato tuerto (2007–2008), Rosas y Espinas (2010–2013), Nacer contigo (2012), Dulce Amargo (2012–2013), Rosa Diamante (2012–2013) und Las Bandidas (2013) hinzu. Zusätzlich sind unter anderem Fernsehserien, Sport wie Formel 1 und Kochsendungen im Unterhaltungsprogramm.

## Photos

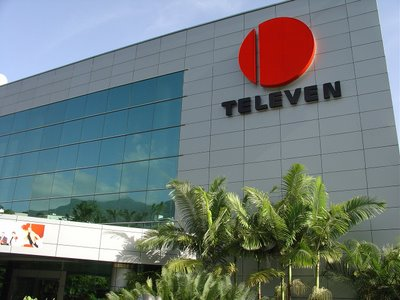
Televen in Caracas
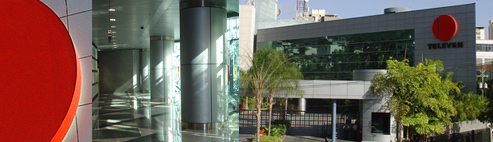
Hauptquartier von Televen